# Fundació Universitat Internacional de la Pau
La Universitat Internacional de la Pau (UNIPAU) va néixer l'any 1984 amb l'objectiu d'oferir un espai de formació extra acadèmica per al debat, la reflexió, l'intercanvi d'opinions i experiències sobre conflictes i construcció de pau. El 2016 Arcadi Oliveres Boadella n'era el president, i Adolfo Pérez Esquivel el president honorari.

## Història
La seva creació va ser impulsada per Frederic Roda Pérez a través de l'Institut Víctor Seix de Polemologia i d'Adolfo Pérez Esquivel, premi Nobel de la Pau, i des dels seus inicis té la seu a Sant Cugat del Vallès. Frederic Roda Pérez en fou el seu director fins al 1999.
Des dels inicis, la Unipau ha centrat la seva activitat entorn al Curs d'Estiu, un curs anual sobre una temàtica concreta que ofereix conferències, tallers i taules rodones en un ambient proper i distès. Ha tractat qüestions com el poder i la violència (2003); els drets humans i el desarmament (2010), o el paper del periodisme en favor de la pau (2015).
Amb els anys la fundació ha anat incorporant i implementant nous projectes, com ara els seminaris “Pensament per la pau”, les “Nits temàtiques” o el projecte educatiu “Teixint Xarxes”, entre d'altres.
La vocació de la Unipau sempre ha estat treballar per la sensibilització entorn a la cultura de la pau en un marc de justícia social. L'equip humà, integrat per persones provinents de diferents disciplines i edats, treballa en xarxa amb d'altres institucions i entitats que persegueixen el mateix objectiu. Entre d'altres, forma part de la Xarxa Solidària de Sant Cugat i de la Federació d'Organitzacions per a la Justícia Global i col·labora amb FETS-Finançament ètic i solidari.

## Projectes i activitats[calcitació]
- CURS D'ESTIU: És l'activitat principal de la fundació. Cada edició, celebrada anualment, de- dica les seves jornades a un tema monogràfic relacionat amb el conflicte i la construcció de la pau. Habitualment el curs es realitza durant la tercera setmana de juliol i s'articula a través de conferències i debats de destacats ponents, professors i experts en els temes tractats. Entre d'altres, hem tractat temes com “Les conseqüències dels conflictes armats”, “La mediterrània: un mar de conflictes”, “La democràcia com a garantia de la dignitat humana”, “Processos de Pau” o “Conflictes pel control de l'energia”.
- TEIXINT XARXES: És un projecte d'educació per la pau i la solidaritat destinat a joves de secundària. L'iniciativa neix amb l'objectiu de donar eines als joves per poder llegir el món des d'una perspectiva oberta, crítica i que promogui la cultura de pau. Les sessions són conduïdes per educadores especialitzades i es desenvolupen a les aules dels instituts. A través de dinàmiques sòcioafectives, es treballen diferents temes a partir dels quals crear espais de reflexió i debat entre l'alumnat, que transmetin la responsabilitat conjunta per a construir un món més just.
- SEMINARI PENSAMENT PER LA PAU: És un seminari anual d'un cap de setmana realitzat al febrer, i en què s'analitza la visió de la pau des de diferents disciplines. Es tracta d'analitzar com la construcció de la pau i d'una societat més justa és una responsabilitat que implica a tota la societat, i estudiar com des de diferents àmbits es pot treballar cap a aquest objectiu. Així hem parlat, d'economia, d'urbanisme, de cinema, de mitjans de comunicació, etc. Fruit d'aquest seminari naixería la col·lecció Pensament per la Pau, que recull les ponències de cinc edicions consecutives:
  - 2004, Filosofia i pau, Kant, Thoreau i Hannah Arendt.
  - 2005, Economia i pau, Hobson, Rosa Luxemburgo i Keynes.
  - 2006, Literatura i pau, Bertold Brecht, León Tolstoi i Virginia Woolf.
  - 2007, Psicoanàlisi, marxisme i humanisme religiós, grans corrents de pensamient del seglo XX.
  - 2008, Las religions davant la pau i la violència. Cristianismo, Islam i Budismo.
- NITS TEMÀTIQUES: Són sessions de formació obertes, de debat crític sobre temàtiques relacio- nades amb la construcció i sensibilització de la pau. Les sessions combinen lectures i documentals. Els temes presentats solen ser publicacions recents que permeten el coneixement i l'anàlisi actual de la realitat econòmica, social i política.
- DIADA PER LA NOVIOLÈNCIA I DENIP: Festivitat que l'entitat celebra cada 30 de gener en commemoració de l'assessi- nat de Mahatma Gandhi. Consisteix en una petita performance duta a terme a una plaça del nostre municipi, que ens serveix per recordar la importància de la Noviolència com a actitud personal i col·lectiva. Així mateix, la Unipau junta- ment amb el taller El Triangle, col·labora en la celebració del Dia Escolar per la Noviolència i la Pau (DENIP), organitzada per l'ajuntament a diferents escoles de primària.
- MEMORIAL JOAN XXIII PER LA PAU: És un premi que la Universitat de la Pau conjuntament amb l'Institut Víctor Seix de Polemologia reconeix la trajectòria de persones fortament compromeses amb la construcció de la pau i el desenvolupament humà. El guardó es va donar per primera vegada al 1967, i és el premi de pau més antic de Catalunya. Algunes de les figures premiades han estat Raimon Panikkar, Eduardo Chillida, Adolfo Pérez Esquivel, Maixabel Lasa o Josep M. Montferrer, entre d'altres.